# Cézium-szuperoxid
A cézium-szuperoxid egy cézium kationból és egy szuperoxidionból O2− álló vegyület képlete CsO2. A cézium-szuperoxid egy narancssárga színű szilárd anyag.

## Előállítása
A cézium égésekor keletkezik ha oxigénből több van mint céziumból:
{\displaystyle \mathrm {Cs+O_{2}\longrightarrow CsO_{2}} }

## Tulajdonságai
A kálium-szuperoxidhoz és a rubídium-szuperoxidhoz hasonlóan kalcium-karbid kristályszerkezetben kristályosodik. A cézium-oxidokkal ellentétben a cézium-szuperoxidban az oxigénatomok közt kémiai kötés van.
Vízben oldva oxigénre, hidrogén-peroxidra és cézium-hidroxidra diszproporcionálódik:
{\displaystyle \mathrm {2\ CsO_{2}+2\ H_{2}O\longrightarrow O_{2}+H_{2}O_{2}+2\ CsOH} }
Standard képződési entalpiája ΔHf0 = –403 kJ/mol.

## Felhasználása
Cézium-ozonid előállítására használják, ózonnal reagáltatják ehhez:
{\displaystyle \mathrm {CsO_{2}+O_{3}\longrightarrow CsO_{3}+O_{2}} }

## Fordítás
- Ez a szócikk részben vagy egészben  a   Caesiumhyperoxid című német Wikipédia-szócikk fordításán alapul.  Az eredeti cikk szerkesztőit annak laptörténete sorolja fel. Ez a jelzés csupán a megfogalmazás eredetét és a szerzői jogokat jelzi, nem szolgál a cikkben szereplő információk forrásmegjelöléseként.